# Kevin Williamson
Kevin Williamson (New Bern, Carolina del Norte, 14 de marzo de 1965) es un guionista de cine particularmente conocido por ser el escritor de las dos primeras películas de la serie Scream. Se le conoce también por haber participado en la escritura de I Know What You Did Last Summer, The Faculty, La maldición, Glory Days (serie también conocida como Demontown) y Demontown: The Exorcist Story. También ha trabajado para la televisión con obras como Dawson's Creek, Palm Springs, The Secret Circle, Wasteland y The Vampire Diaries.

## Carrera

### Inicios de su carrera (1990-1995)
Después de graduarse, se mudó a Nueva York para perseguir una carrera como actor. A pesar de que consiguió un papel en la telenovela Another World en 1990, se mudó a Los Ángeles el año siguiente, donde tuvo pequeños papeles en In Living Color, Hard Run, y en videos musicales. Mientras tomaba clases de guion en UCLA , escribió su primer guion, Killing Mrs. Tingle (más adelante retitulado Teaching Mrs. Tingle), que fue comprado por una compañía de producción en 1995.

### Avances (1995-1999)

#### Scream
Inspirado en un episodio de la revista Turning Point que hablaba de Danny Rolling, un asesino en serie de Gainesville, Florida que aprisionó a unos estudiantes universitarios, Williamson escribió un guion de película de terror, y lo entituló Scary Movie. En el, sus personajes habían visto muchas clásicas películas de terror (como A Nightmare on Elm Street y Halloween) y conocían todos los clichés. Miramax compró el guion a 400.000 dólares para su etiqueta Dimension Films en la primavera de 1995. Dirigida por Wes Craven, la película pasó a llamarse Scream, y fue estrenada en Estados Unidos el 20 de diciembre de 1996. Se convirtió en un éxito comercial, recibiendo buenas críticas y ganando 173 millones de dólares en todo el mundo.
Williamson ganó el Premio Saturn al mejor guion en 1996 por su trabajo en Scream.
En 1997, Dimension Films lanzó Scream 2 , también escrita por Williamson. La secuela también obtuvo gran éxito con respecto a la crítica y la taquilla. Él también oriento el camino para una tercera entrega, Scream 3 , y una cuarta entrega, Scream 4.

#### Dawson's Creek
Paul Stupin, un ejecutivo de Columbia Tri-Star Television, estaba convencido de que Williamson era el hombre indicado para crear una serie de televisión para su empresa. El resultado fue Dawson's Creek, una historia semiautobiográfica situada en una pequeña comunidad costera. Williamson fue el modelo para el personaje del título, Dawson Leery, un romántico empedernido obsesionado con las películas, especialmente las de Steven Spielberg. Joey Potter , la chica de al lado (y su amor platónico), se basó en una amiga de Williamson cuando era joven.
En diciembre de 1995, el programa fue adoptado por la cadena Fox, donde Stupin había sido un ejecutivo, pero fue rechazado. Luego, en 1996, Stupin y Williamson llegaron a un acuerdo con The WB. Dawson's Creek se estrenó el 20 de enero de 1998 por The WB, y fue un éxito inmediato.
En 1999, Williamson abandonó la serie para centrarse en otras actividades, entre ellas la serie de ABC, Wasteland , que no logró atraer a un público considerable y fue cancelada después de trece episodios. Más tarde regresó a Dawson's Creek a escribir el final de la serie en 2003.

#### I Know What You Did Last Summer
En 1997, Williamson escribió su siguiente película de terror, I Know What You Did Last Summer, basada en la novela homónima de Lois Duncan. Contaba como cuatro amigos, accidentalmente, atropellan a un hombre y arrojan su cuerpo en un intento de seguir adelante con sus vidas. La trama se centra en los cuatro amigos un año después del accidente, cuando se convierten en víctimas de un acosador en serie. Pese a la acogida negativa de la crítica, la película fue un éxito en taquilla y ayudó a impulsar las carreras de los actores Jennifer Love Hewitt, Sarah Michelle Gellar, Ryan Phillippe y Freddie Prinze, Jr.: generó dos secuelas, en las que Williamson no se vio involucrado.

### Trabajos posteriores (1998-2009)
Durante el rodaje de Halloween H20: 20 años después este le presentó a Moustapha Akkad el guion del paramédico usado más tarde en Halloween: Resurrection, con el fin de rodar el final visto en H20, ya que Moustapha no quería terminar la saga.

#### Teaching Mrs. Tingle
El primer guion escrito por Williamson, originalmente titulado Killing Mrs. Tingle e inspirado en la novela de Lois Duncan, Killing Mr. Griffin sólo se producía si Williamson se encargaba de la dirección, marcando su debut como director. Protagonizada por Katie Holmes, Barry Watson y Helen Mirren, Teaching Mrs. Tingle (como fue renombrada luego de la Masacre del instituto Columbine), fue mal recibida por los críticos y fue un fracaso en taquilla.

#### Empresas de cine y televisión
En 2001, Williamson creó Glory Days como un reemplazo de mitad de temporada para The WB. La serie sigue a un novelista que regresa a su ciudad natal, una comunidad costera de Washington, que estaba experimentando extrañas ocurrencias, que parecía reflejar la trama de Twin Peaks, serie de ABC. Debutando en enero de 2002, la serie fue cancelada después de la emisión de nueve episodios.
Williamson escribió otro guion para Wes Craven, Cursed, que fue lanzado en 2005 y protagonizada por Christina Ricci, Jesse Eisenberg y Joshua Jackson. La película sufrió muchas dificultades con respecto al guion y la programación por lo que terminó fracasando en la taquilla.
Más tarde en ese mismo año, Dimension Films lanzó la más reciente película de terror de Williamson, Venom, que trataba sobre un grupo de adolescentes acosados por un asesino en los pantanos de Luisiana. Williamson fue acreditado como un productor de la película, pero no como escritor. La película recibió comentarios negativos y las ganancias fueron inferiores a los 900.000 dólares.
En 2006, Williamson comenzó la producción de una nueva serie juvenil, titulada tentativamente Palm Springs, para The CW, el sucesor de The WB. Más adelante retitulada Hidden Palms, la serie cuenta la historia de un adolescente con problemas que se muda con su madre y su nuevo padrastro a una comunidad cerrada en Palm Springs, California, donde descubre oscuros secretos acerca de sus vecinos e inquilinos anteriores de su casa. El piloto se estrenó el 30 de mayo de 2007, con críticas favorables. Sin embargo, después de ocho episodios, la serie fue cancelada debido a los bajos grados de audiencia. El último episodio salió al aire el 4 de julio de 2007.

### Regreso y nuevo éxito (2009-presente)

#### The Vampire Diaries
Williamson desarrolló una nueva serie de televisión para The CW, titulada The Vampire Diaries, que es una adaptación de una serie de novelas del mismo nombre, de L. J. Smith. La serie sigue la vida de Elena Gilbert (Nina Dobrev), que se enamora del vampiro Stefan Salvatore (Paul Wesley), y pronto se encuentra atrapada en un triángulo amoroso entre Stefan y su hermano mayor, Damon (Ian Somerhalder), mientras que los hermanos también están siendo acosados por el pasado que han tenido con Katherine Pierce (también jugado por Dobrev). La serie también se centra en la vida de los amigos de Elena y otros habitantes de la ciudad ficticia de Mystic Falls, Virginia. The Vampire Diaries se estrenó el 10 de septiembre de 2009, y se ha convertido en un éxito nacional e internacional.

#### The Secret Circle
Williamson desarrolló una nueva serie de televisión para The CW llamada The Secret Circle, basada en otra serie de libros de L. J. Smith. La serie gira en torno a seis brujos adolescentes que forman un aquelarre en la ciudad ficticia de New Salem, Washington.
The Secret Circle se estrenó el 15 de septiembre de 2011, justo después del estreno de la tercera temporada de The Vampire Diaries. Fue recogida por una temporada completa el 12 de octubre de 2011. Fue cancelada.

#### Últimos trabajos
Williamson fue el escritor y productor de Scream 4, que se estrenó en cines el 15 de abril de 2011.
Creó la serie The Following , que salió al aire en Fox el 21 de enero de 2013. Protagonizada por el aclamado actor Kevin Bacon, la serie sigue a un agente del FBI, que se encuentra en el centro de una red de asesinos en serie. La Primera temporada fue un éxito, por lo que sacaron una segunda. Tras la tercera temporada la serie fue cancelada en mayo de 2015 debido a los bajos niveles de audiencia.